# Johnny Carson
John William „Johnny“ Carson (23. října 1925 Corning – 23. ledna 2005 West Hollywood) byl americký komik a televizní bavič, populární především v 60. a 70. letech 20. století. V letech 1962–1992 uváděl a připravoval svou show The Tonight Show Starring Johnny Carson. Proslul především nekonvenční a pohotovou interakcí se svými hosty. Jako ke svému vzoru se k němu přihlásila řada pozdějších moderátorů talk show a tzv. late night show (David Letterman, Jay Leno ad.). Šestkrát získal prestižní cenu Emmy. Roku 1987 byl uveden do televizní síně slávy (již spravuje Academy of Television Arts & Sciences). Jeho show měla velký vliv na americkou populární kulturu, roku 1966 například spustil lavinu zájmu o do té doby málo známou hru Twister, když si ji ve své show zahrál s herečkou Evou Gaborovou.